# Grace Loh
Grace Elizabeth Loh (ur. 1 sierpnia 1991 w Kew) – australijska pływaczka, specjalizująca się w stylu grzbietowym i motylkowym.
Wicemistrzyni świata na krótkim basenie ze Stambułu (2012) w sztafecie 4 x 100 m stylem zmiennym. Brązowa medalistka uniwersjady z Shenzhen (2011) na 50 m grzbietem. Mistrzyni świata juniorów na 100 m stylem grzbietowym.